# Jekaterina Wassiljewna Rjabowa

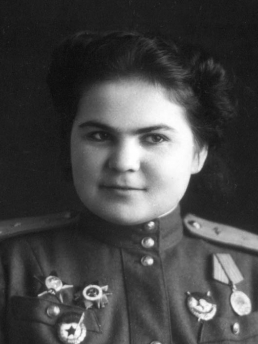
Jekaterina Wassiljewna Rjabowa (1945)

Jekaterina Wassiljewna Rjabowa (russisch Екатерина Васильевна Рябова; * 14. Juli 1921 im Dorf Gus-Schelesny, Gouvernement Rjasan; † 12. September 1974 in Moskau) war eine sowjetische Navigatorin, Physikerin und Hochschullehrerin.

## Leben
Rjabowa stammte aus einer Bauernfamilie und hatte zwei Schwestern und vier Brüder. Nach dem Mittelschulabschluss begann sie das Studium an der Universität Moskau (MGU) in der Mechanik-Mathematik-Fakultät.
Nach Beginn des  Deutschen Angriffskriegs meldete Rjabowa sich entsprechend dem Aufruf des Komsomol-Zentralkomitees als Freiwillige zur Roten Armee und kam im Oktober 1941 in das 588. Nachtbomber-Flugregiment, das ausschließlich aus Frauen bestand (Nachthexen) und aus Marina Raskowas Fluggruppe Nr. 122 entstanden war. Nach der Navigator-Ausbildung in Engels kam sie am 27. Mai 1942 mit dem Regiment an die Front. Sie wurde Gruppennavigatorin und flog als Bordschützin mit der Gruppenkommandeurin Nadeschda Popowa. Zur Schulung neuer Regimentsmitglieder wurde im Oktober 1943 eine Ausbildungskampfstaffel gebildet mit der Kommandeurin Marina Tschetschnewa und der Navigatorin Rjabowa. Während Tschetschnewa Kampfeinsätze mit den jungen Navigatorinnen flog, führte Rjabowa Kampfeinsätze mit den jungen Pilotinnen durch.
Rjabowa wurde 1943 Mitglied der KPdSU. Mit dem Regiment nahm sie an der Befreiung des Kaukasus, der Taman-Halbinsel, Weißrusslands und Polens teil.
Nach dem Krieg wurde Rjabowa als Garde-Oberleutnantin aus der Armee verabschiedet. Sie heiratete am 10. Juni 1945 den zweifachen Helden der Sowjetunion Grigori Siwkow (1921–2009), den sie an der Front kennengelernt hatte. Sie bekamen die Töchter Natalja (* 1947) und Irina  (* 1952).
Im Übrigen nahm Rjabowa ihr Studium an der MGU wieder auf. Während des Studiums reiste sie mit Delegationen nach Frankreich, Italien, Finnland, Nordkorea und Bulgarien. Die Reisen waren interessant, aber auch schwierig, weil sie sich auf den Kundgebungen auf unterschiedlichste Zuhörer einstellen musste. Das Studium schloss sie 1948 ab. Es folgte die Aspirantur bei Chalil Rachmatulin im Laboratorium für Aerodynamik. Sie verteidigte 1951 erfolgreich ihre Dissertation für die Promotion zur Kandidatin der physikalisch-mathematischen Wissenschaften.
Darauf lehrte Rjabowa am Moskauer Polygraphie-Institut. Von 1963 bis 1972 war sie Dozentin des Lehrstuhls für Theoretische Mechanik der nach Feliks Dzierżyński benannten Militäringenieur-Akademie der Strategischen Raketenstreitkräfte. In dieser Zeit lernte sie den Maler Georgi Iossifowitsch Kaschewski kennen, der sie porträtierte.
Rjabowa litt an ständigen Kopfschmerzen und starb am 12. September 1974 in Moskau. Sie wurde auf dem Nowodewitschi-Friedhof begraben.
Die Nachthexe Tatjana Sumarokowa veröffentlichte 1976 ein Buch über Rjabowa und Grigori Siwkow. Auf dem 1985 eingeweihten Denkmal des Ruhmes in Kassimow ist Rjabowas Name verzeichnet.

## Ehrungen, Preise
- Orden des Roten Sterns (1942)[2]
- Rotbannerorden (1943)[2]
- Orden des Vaterländischen Krieges I. Klasse (1944)[2]
- Heldin der Sowjetunion mit Leninorden und Goldener-Stern-Medaille (1945)[1]
- Medaillen